# Pterolophia plurialbostictica
Pterolophia plurialbostictica là một loài bọ cánh cứng trong họ Cerambycidae.